# Vennaskond
Vennaskond ist eine estnische Punkband.

## Geschichte
Vennaskond (deutsch Bruderschaft) wurde 1984 gegründet. Sie bezeichnet sich als eine Band, die dem New Romantic und Charles Fourier verpflichtet ist.
Wegen ihres anarchistischen Gedankenguts war die Gruppe in der Sowjetunion Repressalien ausgesetzt. Die führenden Mitglieder mussten 1991 nach Finnland ausweichen und kehrten erst mit Wiedererlangung der estnischen Unabhängigkeit in ihre Heimat zurück.
Vennaskond ist heute eine der bekanntesten estnischen Bands überhaupt. Sie feierte auch im Ausland große Erfolge. Tourneen führten die Band unter anderem nach Deutschland, Finnland, Schweden und in die USA.

## Mitglieder
Die Zusammensetzung der Gruppe hat seit der Gründung 1984 stets variiert. Einziges festes Mitglied seitdem ist Bandleader und Sänger Tõnu Trubetsky, auch bekannt als Tony Blackplait. Weitere langjährige und wichtige Mitglieder Vennaskonds waren der Gitarrist Allan Vainola (1990 bis 1996 und 1998 bis 2006), Anti Pathique (1989 bis 1996 und 2002 bis 2005), Bassist Mait Vaik (1989 bis 1996), die Violinistin Camille Camille (1993 bis 1998) und der Akkordeonspieler Ülari Ollik (1990 und 1993 bis 1996).

## Diskografie

### Alben
- Ltn. Schmidt’i pojad (1991)
- Girl In Black (1991)
- Rockipiraadid (1992)
- Usk. Lootus. Armastus (1993)
- Vaenlane ei maga (1993)
- Võluri tagasitulek (1994)
- Inglid ja kangelased (1995)
- Mina ja George (1996)
- Reis Kuule (1997)
- Insener Garini hüperboloid (1999)
- Warszawianka (1999)
- Ma armastan Ameerikat (2001)
- News from Nowhere (2001)
- Subway (2003)
- Rīgas Kaos (2005)

### Kompilationen
- Priima (1999)

### Filme
- Sügis Ida-Euroopas (2004)